# Tiurankari
Tiurankari är en ö i Finland. Den ligger i sjön Vehkajärvi och i kommunen Mänttä-Filpula i den ekonomiska regionen  Övre Birkalands ekonomiska region  och landskapet Birkaland, i den södra delen av landet, 220 km norr om huvudstaden Helsingfors. Öns storlek är något 10-tal meter.